# Wścieklice
Wścieklice – wieś w Polsce położona w województwie podlaskim, w powiecie kolneńskim, w gminie Kolno.
Wierni kościoła rzymskokatolickiego należą do parafii św. Wojciecha Biskupa i Męczennika w Porytem.

## Historia
Wieś szlachecka położona była w drugiej połowie XVI wieku w powiecie kolneńskim ziemi łomżyńskiej. W latach 1921–1939 wieś i ówczesny folwark leżał w województwie białostockim, w powiecie kolneńskim (od 1932 w powiecie ostrołęckim), w gminie Mały Płock.
Według Powszechnego Spisu Ludności z 1921 roku wieś zamieszkiwało 236 osób, 234 było wyznania rzymskokatolickiego a 2 prawosławnego. Jednocześnie 234 mieszkańców zadeklarowało polską przynależność narodową a 2 inną. Były tu 24 budynki mieszkalne. Miejscowość należała do parafii rzymskokatolickiej w m. Poryte. Podlegała pod Sąd Grodzki w Kolnie i Okręgowy w Łomży; właściwy urząd pocztowy mieścił się w m. Mały Płock.
W latach 1975–1998 miejscowość administracyjnie należała do województwa łomżyńskiego.